# R-11 (misil)
El  R-11 (en ruso: P-11, Designación OTAN: SS-1 Scud) es un misil balístico táctico soviético desarrollado durante la Guerra fría y exportado en grandes cantidades a otros países. Versiones posteriores del misil son conocidas como R-300 «Elbrus» (en ruso: P-300 «Эльбрус»). En occidente en vez de utilizar su nombre original se le conoce erróneamente como Scud. El nombre Scud ha sido usado por los medios de comunicación para referirse no solo a estos misiles en concreto, sino a toda la gama de misiles desarrollados en otros países basados en el diseño soviético.

## Desarrollo soviético

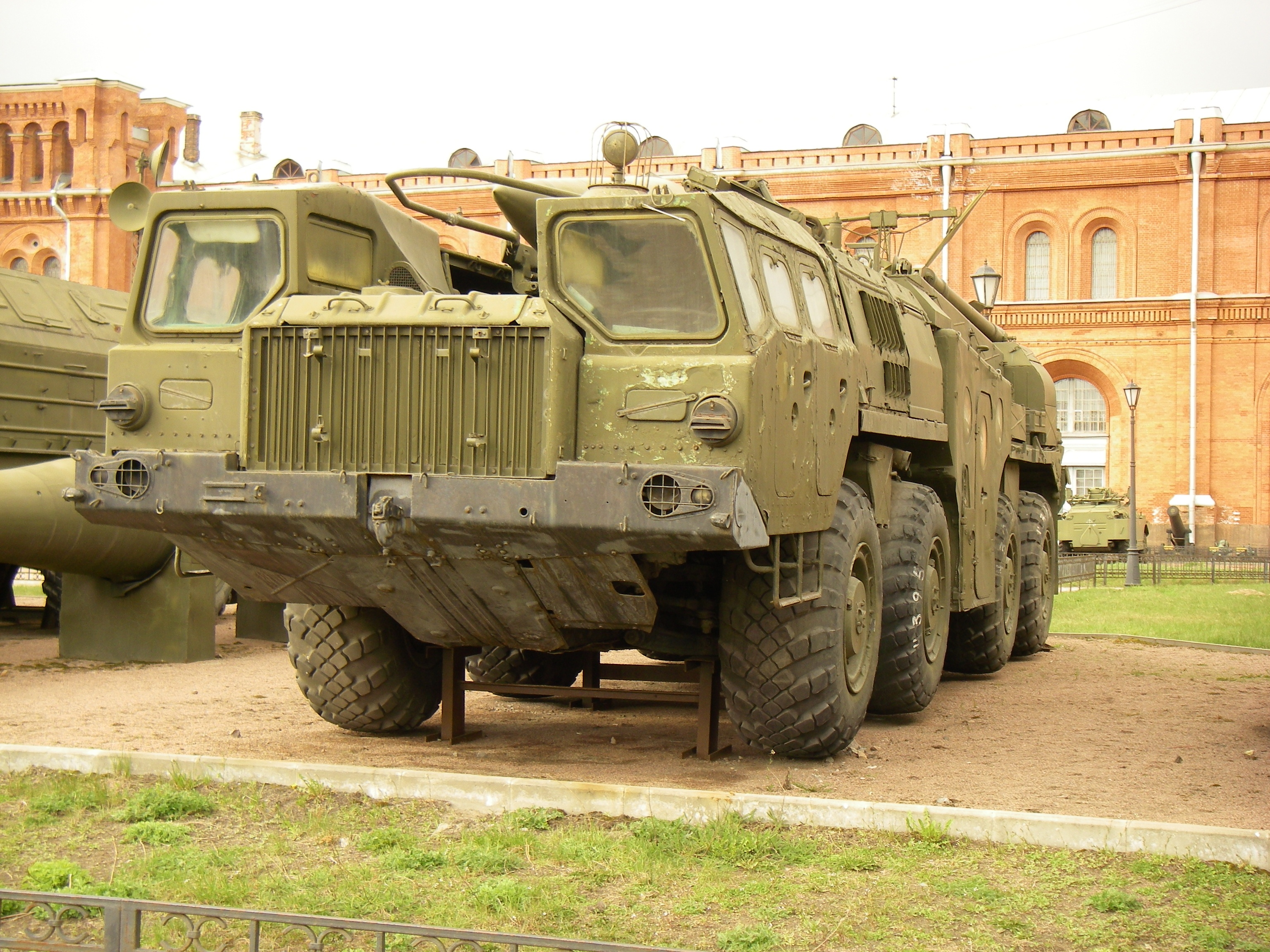
MAZ-543 (9P117) Lanzador con cohete 8K14 del complejo de misiles 9K72 "Elbrus" (Scud B), Museo de Artillería de San Petersburgo, Rusia. (2007)

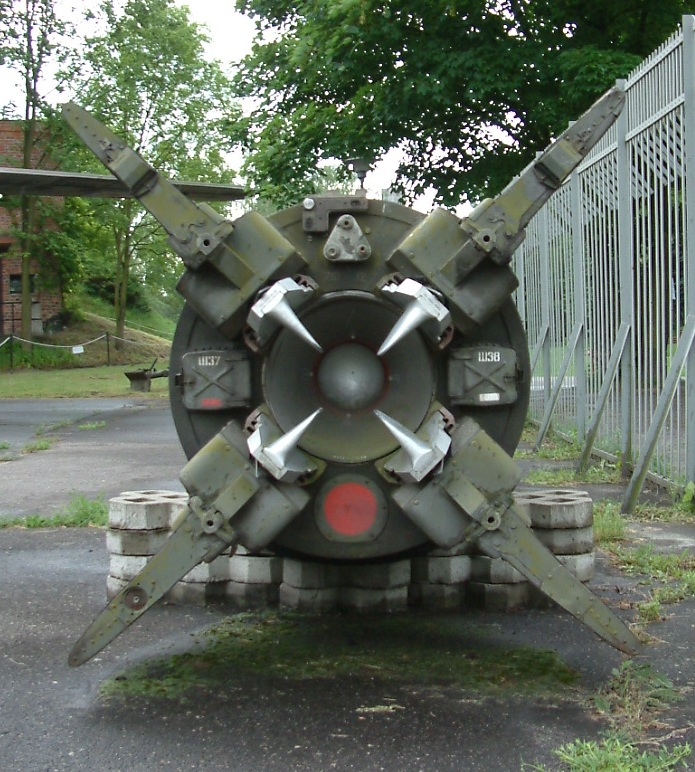
La sección trasera de un misil 8K14, expuesta en el Museo de Armamento de Poznan, Polonia. Se pueden ver las aletas fijas y las paletas de grafito que controlan la trayectoria del misil.

Transporte 2T3M1 para los lanzadores soviéticos Scud-A.

El término Scud se usó por primera vez cuando la OTAN aplicó el nombre SS-1b Scud-A al misil balístico R-11. El anterior misil R-1 había sido denominado SS-1 Scunner por la OTAN, pero su diseño era muy diferente, casi una copia del V-2 alemán. La tecnología usada en el R-11 procedía también del V-2, pero era un nuevo diseño, más pequeño y su forma era muy diferente a la del V-2 y el R-1. El R-11 fue desarrollado por OKB Korolyeb y entró en servicio en 1957.
Otras versiones posteriores eran la R-300 Elbrus / SS-1c Scud-B en 1961 y la SS-1d Scud-C en 1965, los cuales podrían llevar una carga convencional, una cabeza nuclear de 5 a 80 kilotones, o una cabeza química VX. La variante SS-1e Scud-D desarrollada en los años 80 puede llevar una cabeza convencional altamente explosiva, una cabeza termobárica, 40 bombas de fragmentación, o 100 minas antipersona de 5 kg cada una.
Todos los modelos tienen 11,25 metros de largo (excepto el Scud-A, que es un metro más corto) y un diámetro de 0,88 metros. Son propulsados por un solo motor. El Scud-A utiliza keroseno y ácido nítrico, mientras que el resto de los modelos utilizan combustibles del tipo UDMH Y RFNA.

### R-11FM

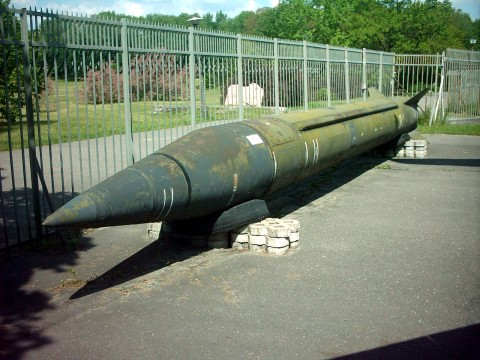
Misil polaco del tipo 8/K-14 (Scud-B).

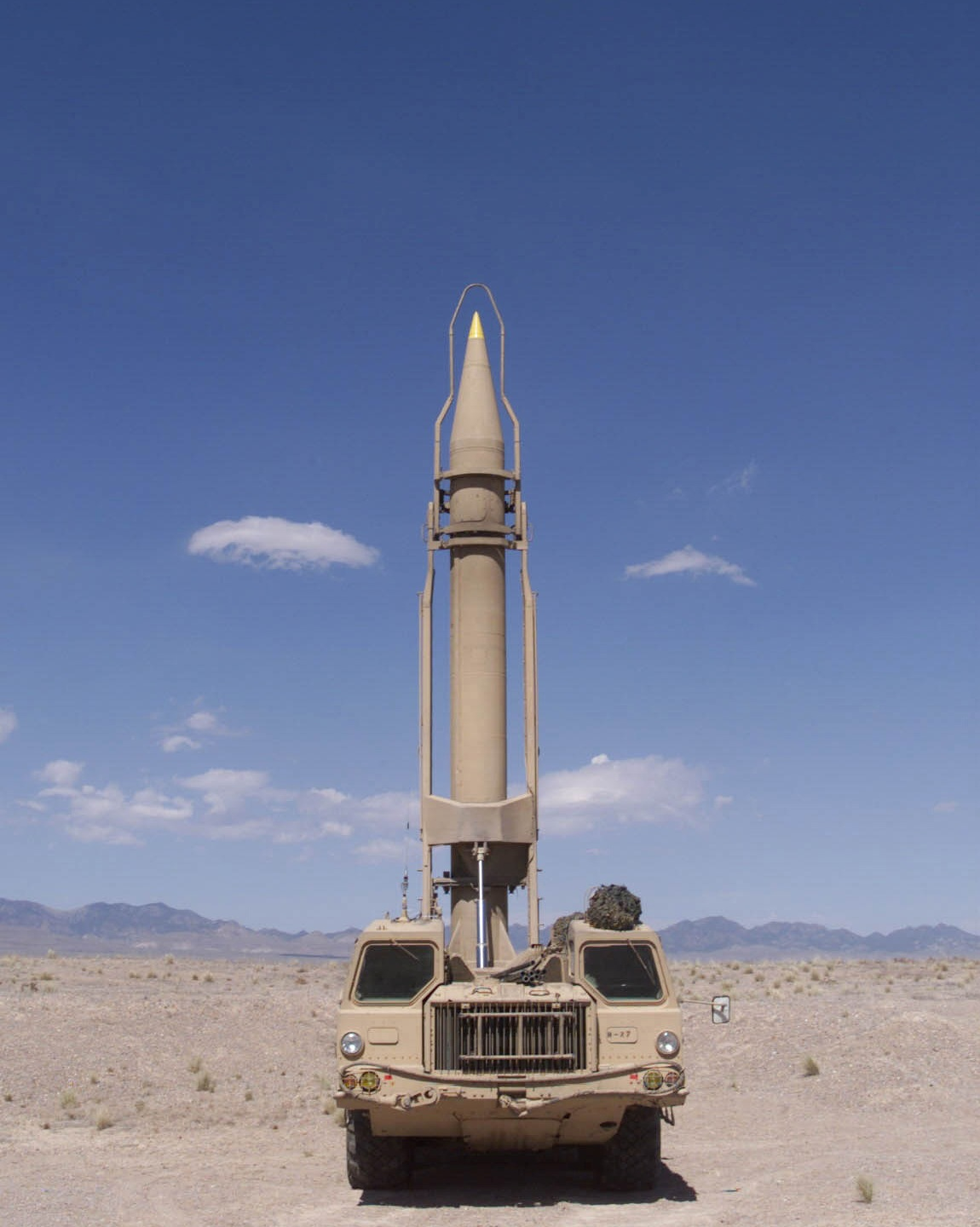
Misil R-11 sobre transporte de lanzamiento МАZ-543P en Bulgaria.

El R-11FM (8A61FM) (en ruso: Р-11ФМ) es una modificación para el ambiente marino destinada al lanzamiento desde submarinos pero en la superficie del mar. Tenía un alcance máximo de 250 km y lo adoptó la Marina Soviética. Desarrollado en Zlatoust por SKB-385 un Buró de Construcciones Especiales dirigido por Viktor Makeyev.

## Versiones del R-11
El nombre "Scud" también se usa para referirse a una modificación iraquí del mismo misil. Mejorado para conseguir un mayor alcance, tomó un gran protagonismo durante la guerra del Golfo, cuando 40 de estos misiles fueron lanzados sobre Israel y otros 46 sobre Arabia Saudita. El sistema de misiles Patriot de fabricación estadounidense tuvo éxito en el derribo de los misiles, pero muchos críticos afirman que la exactitud de los misiles Patriot ha sido enormemente exagerada y que en realidad un 85% no alcanzaron su objetivo. Los misiles suponían la mayor parte de las armas ofensivas de Irak, sobre todo contra Israel. Había una gran preocupación por la posibilidad de que fueran cargados con cabezas químicas o biológicas.
Al final los R-11 causaron la muerte directa de un israelí y 28 soldados estadounidenses (el misil cayó sobre su cuartel en Arabia Saudíta). La intercepción de los misiles supuso un tercio de los esfuerzos de la Coalición. Se podían desplazar fácilmente cargados en camiones y eran difíciles de detectar.
Los iraquíes desarrollaron cuatro versiones: el Scud, el Scud de mayor alcance, Al Hussein y Al Abbas. En su mayoría eran misiles de baja calidad, ya que se solían romper en pleno vuelo y llevaban cabezas muy pequeñas.[cita requerida]
Los programas de misiles norcoreano, iraní y pakistaní han usado tecnología Scud para desarrollar misiles con alcances que, según sus fuerzas militares, oscilan entre 1300 y 1500 km.

## Uso práctico

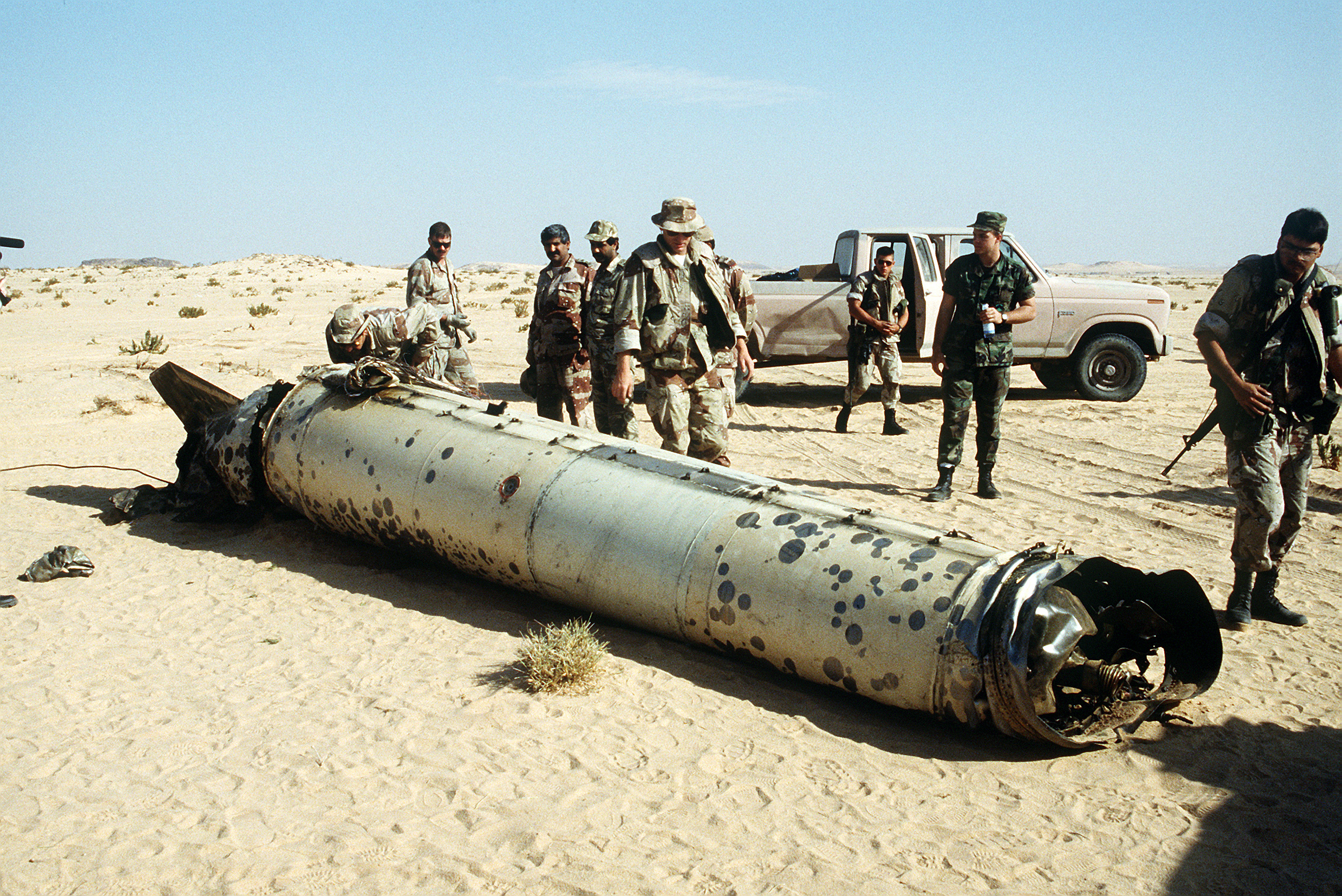
Personal militar examina los restos de un conjunto de cola Scud durante la guerra del Golfo, 26 de mayo de 1992.

Todas las versiones del R-11 se derivan del cohete V2 alemán (como la mayoría de los misiles y cohetes de uso militar iniciales) y son muy imprecisas debido a su construcción. Las modificaciones iraquíes aumentaron el alcance, a costa de reducir la precisión del impacto.
Como con algunos otros misiles, la ventaja militar de esta arma consiste en su facilidad de transporte, sobre un vehículo transportador erector lanzador (TEL). Esta movilidad permite un cambio más o menos constante de posición, aumentando así la supervivencia del sistema en combate, hasta tal punto que, de los aproximadamente 100 lanzadores considerados en principio destruidos por pilotos de la coalición y las fuerzas especiales en la guerra del Golfo, ninguno pudo ser confirmado.
El R-11 (incluyendo los derivados) es uno de los pocos misiles balísticos que se han usado en conflictos reales, es el segundo misil más utilizado después del V2 en términos de lanzamientos en operaciones de combate y sobre ciudades. El otro tipo de misil similar empleado en una guerra es el ruso SS-21, con cinco lanzamientos durante el conflicto de Chechenia en 1999. Además de ser usados en la mencionada guerra del Golfo, los misiles R-11 fueron utilizados en varios conflictos regionales, sobre todo por fuerzas soviéticas en Afganistán (1979-1987), por los iraníes y los iraquíes en la llamada "Guerra de las ciudades". Esto sucedió en 1988, cuando en respuesta a los ataques misilísticos iraníes contra Bagdad, Kirkuk, Sulamaniya y otros centros urbanos, Irak lanzó 190 misiles R-11 sobre varias ciudades iraníes incluyendo la capital Teherán. 
Estos impactos causaron miles de muertes en ambos bandos enfrentados y un tremendo pánico en Irán, lo cual probablemente provocó que se firmara un tratado de paz más favorable para Irak al terminar la guerra, anunciando cómo serían las guerras del futuro, con ejércitos lanzando misiles sobre ciudades. Se usaron también unos pocos Scud en la guerra civil de Yemen de 1994 y por parte de las fuerzas rusas en Chechenia desde 1996.
Los países que poseen R-11 son: Afganistán, Armenia, Azerbaiyán, Bielorrusia, Bulgaria, Cuba, Georgia, Kazajistán, Libia, Polonia, Eslovaquia, Turkmenistán, Ucrania, Emiratos Árabes Unidos, Vietnam, Corea del Norte y Yemen. La República Democrática del Congo y Egipto han comprado R-11C además de R-11B. Siria ha adquirido R-11D, y el misil de tipo Al-Hussein de Irak también tiene un alcance semejante al de los R-11D.

## Características generales

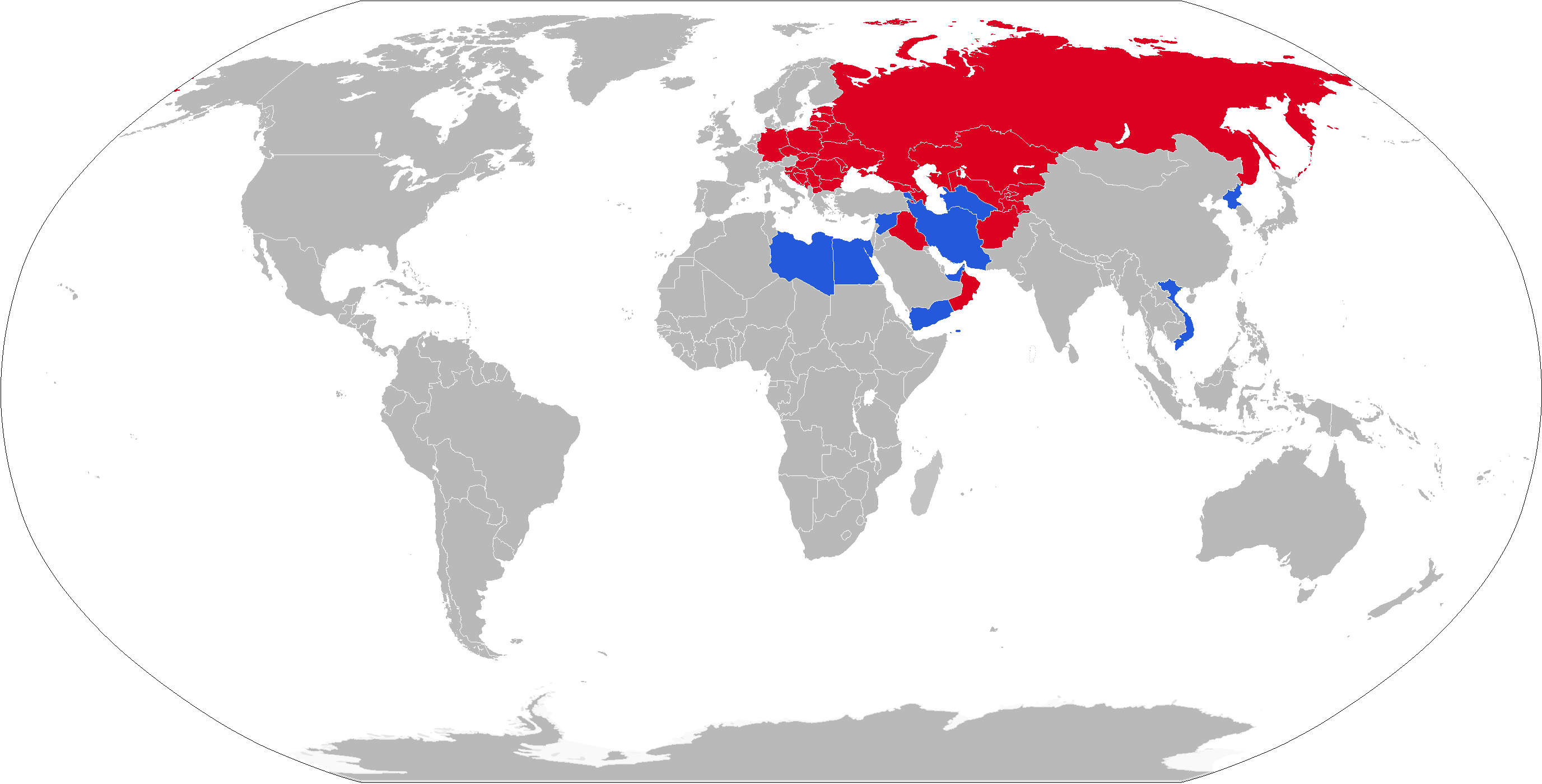
Mapa con los países que operan Scud en azul y antiguos operadores en rojo

| OTAN                                    | Scud-A | Scud-B | Scud-C     | Scud-D  |
| EE. UU.                                 | SS-1b  | SS-1c  | SS-1d      | SS-1e   |
| Inicio de distribución                  | 1957   | 1965   | 1965       | Años 80 |
| Fin de distribución                     | 1978   |        |            |         |
| Alcance                                 | 130 km | 300 km | 575-600 km | 700 km  |
| Margen de error (estimación de la OTAN) | 4000 m | 900 m  | 900 m      | 50 m    |